# Ernest Prarond
Ernest Prarond, né le 14 mai 1821 à Abbeville où il est mort le 7 novembre 1909, est un écrivain et historien régional français.

## Biographie
Fils de Bélizaire Prarond, propriétaire, et de son épouse Constance Laure Pannier, Ernest Prarond est d'origine fortunée.
Il étudie le droit à Paris de 1839 à 1846. Il se lie alors avec des amateurs de littérature, tels Gustave Le Vavasseur, Philippe de Chennevières et Charles Baudelaire avec lequel il écrit pour le théâtre.
De retour à Abbeville, après avoir passé avec succès sa thèse de doctorat en droit, il se partage entre sa ville natale et la capitale où il dispose d'un appartement rue de Tournon. À Abbeville, il habite dans l'ancien hôtel de la manufacture royale de tapisserie.
Il fait de nombreux voyages avec son épouse, Adeline Lafontan : aux États-Unis, au Canada et en Angleterre (1863) ; en Orient, Grèce et Italie (1865 et 1869) ; en Allemagne, Danemark, Suède et Russie (1881) ; en Algérie (1884).
Outre son œuvre littéraire, il se consacre à l'histoire d'Abbeville, à celle du Ponthieu et de la Picardie.
C'est ainsi qu'il sera membre correspondant du Comité des travaux historiques et scientifiques, président (1866) puis président d’honneur (1879-1909) de la Société d'émulation historique et littéraire d'Abbeville. De 1874 à 1909, il est membre de la Société de l'histoire de Paris et de l'Île-de-France.
Il est nommé Rosati d'honneur en 1892.
Au point de vue politique, il s'implique comme membre du conseil général de la Somme et maire d'Abbeville (1883-1884).
En 1890, il est fait chevalier de la Légion d'honneur.
C'est un mécène qui aide à la promotion de la bibliothèque populaire d'Abbeville. Il est enterré au cimetière de la Chapelle d'Abbeville.

## Publications
- Contes, Paris, Michel-Lévy frères, 1849.
- Némésien. Les cynégétiques, Abbeville, Imprimerie T. Jeunet, 1849. 32 pages. Traduction et notes d'Ernest Prarond.
- Notices sur les rues d'Abbeville et sur les faubourgs, Abbeville, T. Jeunet, 1850.
- De quelques écrivains nouveaux, Paris, Michel Lévy, 1852.
- Campagnes et victoires du roi Bébé, étrennes à mon neveu Fernand, Paris, impr. de S. Raçon, 1855.
- « Le Duc de La Rochefoucauld-Liancourt au Crotoy », Notices historiques et archéologiques de l'arrondissement d'Abbeville, Abbeville, Imprimerie de T. Jeunet, 1855.
- Les chasses de la Somme, Paris, Veuve Bouchard-Huzard, 1858, 130 pages.
- Le canton de Rue. Histoire de seize communes, Paris, Dumoulin, 1860.
- Histoire de cinq villes et de trois cents villages, hameaux ou fermes, Paris, Dumoulin, & Abbeville, Grare puis Prévost ; vol. 1, 1861, cantons nord et sud d'Abbeville, canton d'Hallencourt, lxlvii+423 p. ; volume 2, 1862, canton de Rue 502 p. ; vol. 3, 1863, canton de Saint Valery, III+474 p.; volume 4, 1863, cantons de Moyenneville, Ault et Gamaches, 492 p. ; volume 5, 1867, canton d'Ailly le Haut Clocher, 746 p. ; volume 6, 1868, cantons de Nouvion et Crécy, iv-660 p, 6 vol. in-12, . Au début du volume 4, il est indiqué « tiré à 200 exemplaires ».
- Topographie historique et archéologique d’Abbeville, 1871, Prévost, 3 vol.
- L'Église du Saint-Sépulcre d'Abbeville, Paris, Dumoulin, 1872.
- Vers de 1873, Paris, A. Lemerre, 1873.
- Journal d'un provincial pendant la guerre : Abbeville, 1870-1871, Paris, E. Thorin ; Amiens, Prévost-Allo, 1874.
- Après les Prussiens : premier appendice au Journal d'un provincial pendant la guerre, Abbeville 1871-1875, Paris, E. Thorin ; Amiens : Prévost-Allo, 1876.
- Le Grenier à sel d'Abbeville. Quelques noms des conseillers grenetiers en Ponthieu depuis 1427, Amiens, Delattre-Lenoel, 1879.
- Du Louvre au Panthéon, Paris, A. Lemerre, 1881.
- « Abbeville. Une occupation militaire au XVe siècle (1470-1477) », note lue à la Société d'émulation (séance du 15 juin 1871), Paris, Honoré Champion, 1885.
- Abbeville. Les Convivialités de l'échevinage, ou l'Histoire à table, Paris, Honoré Champion, 1886.
- Les grandes écoles et le collège d'Abbeville, 1384-1888 : contribution à l'histoire de l'enseignement, Paris, A. Picard, 1888.
- Valerandi Varanii de Gestis Joannae virginis, Francae egregiae bellatricis, poème de 1516, remis en lumière, analysé et annoté par E. Prarond, Paris, A. Picard, 1889.
- Cartulaire du comté de Ponthieu / publié et annoté par M. Ernest Prarond, Abbeville, imprimerie Fourdrinier et compagnie, 1897.
- Chronicon centulense, ou Chronique de l'abbaye de Saint-Riquier : traduction d'Hariulfe par le Marquis Le Ver, Paris, imprimerie Fourdrinier et compagnie, 1899.
- Abbeville aux temps de Charles VII, des ducs de Bourgogne maîtres du Ponthieu, de Louis XI (1426-1483), Paris, A. Picard, 1899. Disponible en texte intégral sur LillOnum.
- Les comtes de Ponthieu. Gui Ier, 1053-1100, Paris, A. Picard et fils, 1900[3],[4].